# Каменица (област)
Вижте пояснителната страница за други значения на Каменица.
Каменица е физикогеографска и историческа област в Западна България, разположена в западната част на Кюстендилска област.

## Граници
Областта е разположена между Осоговската планина от юг, държавната граница със Северна Македония от запад, на север достига българо-сръбската граница по вододела на Чудинската планина, на изток граничи с Лисец планина.
Обхваща част от планините Осоговска, Чудинска и Лисец и цялата Каменишка котловина, която е около 40 km². Това е водосборният район на река Бистрица от изворите и притоците ѝ до навлизането в землището на Кюстендилските полски села.
Има площ от около 240 km².
Името Каменица се споменава за пръв път от сръбския летописец Данило във връзка с похода на сръбския крал Стефан Дечански срещу българския цар Михаил Шишман и Велбъждската битка (28 юли 1330 г.), когато на 24 юли 1330 г. сръбските войски спират на стан при река Каменча. Kато име на географската област първото споменаване на Каменица е в съкратен регистър на Кюстендилския санджак от 1519 г. Историческата съдба на Каменица се е различавала от земите, управлявани от централната българска власт. Тук българска държавност има за първи път около 810 г. при хан Крум, а окончателно се присъединява към българската държава при хан Пресиян през 837 г. Дълготрайното сръбско владение на Каменица е от 1282 г. до 1355 г.
Името идва от поройните конуси, образувани от доловете и рекичките буйно стичащи се от осоговския дял, наричан Добращица – от връх Каменец (Таш тепе, 1993 m) до електроцентралата при село Гърляно. Отдалече се очертавали и белеели в по-малки и по-големи пространства. Тези рекички са: Стругарски дол, Скачков дол, Дрезга, Раковец, Каменчица, Ръжча, Лебница. Едрият рушевен скален материал (камъни и чакъл), свличан от стръмните северни склонове на планината, е бил толкова много още през Средновековието, а и преди това, че правел впечатление, гледано отдалече. Така че, най‑правдоподобно е името Каменица да се обяснява с тези скални маси.

## Климат
Климатът на Каменица е умерено-континентален, с планински и полупланински характер. Най‑студеният месец е януари, а най‑горещ – август. Средногодишната сума на валежите е около 600 l/m².

## Релеф
Каменица принадлежи към Краищенско-Конявската планинско-котловинна територия. Гледана от север тя представлява типично планински дял, с гребеновиден планински изглед (в западната и северозападната си част) и с доста голямо, почти равно поле – в южната и югоизточната си част. Има неравен хълмист характер, заета е от разхвърляни планински ридове, баири, бърда, хребети, хълмове, ерозирани от дълбоки планински рекички и долини.
В западната и северозападната част на Каменица е разположена част от Чудинската планина. Тя се издига между долините на реките Бистрица от юг и Драговищица от север – десни притоци на река Струма. На запад достига до село Жеравино, където е най‑западната точка на България по доскорошните определения – местността Градище (1335 m), разположена северозападно от връх Китка. По главния вододел на Чудинска планина минава държавната граница според Ньойския договор (1919 г.), но по‑голямата част планината се намира на територията на България. Долината на Ломничката река я разделя на две части: западната част, която е по-висока и по‑компактна,  и източна, която е по‑голяма, ниска и разчленена. Най‑високият връх на планината е Арамлия (1497 m), който е на сръбско‑българската граница, на около 1,4 km северно от село Гурбановци. Друг висок връх е Сама бука (1409 m), в северната част на землището на село Кутугерци.
В североизточната част на Каменица е разположена планината Лисец, която се издига между Кюстендилската котловина на изток и Каменишката котловина на запад. На север се ограничава от долината на река Бистрица, а на юг достига седловината Дервент (995 m), която я разделя от северните склонове на Осогово. Планината Лисец има форма на огромна купа със стръмни склонове. Най‑високият връх Връшник (1500 m) е разположен в южната част на планината.
В най‑южната част на Каменица се издига Осоговската планина. Тук е разположен гребенът Добращица, който започва от връх Каменец, простира се в североизточна посока до дълбоката клисура на река Бистрица над село Гърляно и загражда Каменица като със стена от юг. Най‑високи върхове в този дял на Осогово са: Бождерица (1583 m), Каменец, Гласовита грамада (1881 m), откъдето извира река Каменчица, и Кулата (1738 m).
Между тези типично планински части на областта Каменица е разположена Каменишката котловина (Захариев 1935, 6 – 7; Гунчев 1934, 3 – 5). Тя има форма на неправилен триъгълник и заема площ около 40 km². Два ниски рида (Ротец и Планиница), разделят котловината на три части (полета) – Гюешевско поле, Скакавичко-Ранинско поле и Гърляно‑Ръсовско поле. На север от Планиница се е образувало още едно – Долноселското поле, което е по-ниско от останалите – средната му надморска височина е около 800 m. През всяко едно от тези полета протича река.
През терциера (преди 35 – 34 милиона години) територията на Каменица е била част от голям езерен сладководен басейн.
Територията на Каменица е със земетръсна опасност от осма степен по 12-степенната скала на Медведев-Шпонхойер-Карник.

## Води
Каменица изцяло принадлежи към басейна на река Струма. Най‑голямата река тук е Бистрица с главните си притоци Дрезга, Каменчица, Лебница, Коприва и др. Тя извира от северните склонове на връх Руен (2252 m), от височина около 2000 m. Тук огромни снежни маси (преспи), уплътнени, подхранват началните поточета чак до края на юни. Някога реките в Каменица са били по-пълноводни, за разлика от днес, когато през август и септември някои от тях пресъхват изцяло.
Преди около 60 години в Каменица е имало 50 воденици-караджейки, сега няма нито една. И рибата в реката намалява.
През 1927 г. е открита ВЕЦ „Осогово“ в село Гърляно, която все още действа.

## Почви
Почвите в областта са предимно канелени горски, кафяви горски, делувиални и делувиално‑ливадни. Вследствие на обезлесяването в миналото, те са подложени на силна ерозия. Днес за предотвратяване на ерозията са предприети залесителни и други мероприятия.

## Растителност
В Каменишката котловина и подножията на планините има ниви, ливади, пасища, овощни градини, изкуствени насаждения от черен бор. В склоновете на оградните планини растат гори от бук (главно в Осогово), горун, обикновен и келяв габър, явор, храстова и тревна растителност. Бедната откъм растителна покривка област е бедна и откъм животински свят.
Дъбовата церова гора и старите овошки са повсеместно заразени от лишеи. Сивозелените образувания смъртоносно ги обхващат още от началото на XXI в.

## Фауна
Срещат се почти всички диви животни, известни в България. Голяма напаст за Каменица са дивите свине, развъдили се много през последните 30 – 40 години.

## Население
Каменица е малка и затворена географска област с планински характер, което възпрепятства образуването на големи селища. Такива не е имало и в миналото. Днешните села, са пръснати на махали. Средната надморска височина на селата в Каменица е 1004 m. Най‑ниско разположено е Долно село (без присъединеното с. Бистрица) – средно на 820 m, а най‑високо разположени са село Лисец (средно 1240 m) в планината Лисец и село Гурбановци (средно 1225 m) в Чудинската планина.
На територията на описаната Географска област Каменица попадат землищата на следните села: Гърляно, Ръсово, Раненци, Каменичка Скакавица, Гюешево, Преколница, Долно село (със село Бистрица), Цървендол, Коприва, Жеравино, Бобешино, Црешново, Кутугерци, Леска, Церовица, Лисец, Дождевица, Кършалево и Гурбановци, което винаги е било свързано със селата от Каменица – Кутугерци и Долно село. Ако към тези землища прибавим и планинската осоговска ненаселена част, ще се получи площ от около 240 km². В някои публикации и селата Ивановци, Ломница, Чудинци и Режинци са определени като каменишки, в други пък ги определят като села в областта Краище. Въпросът за тези четири села е дискусионен. Те орографски и хидрографски принадлежат към водосборния басейн на река Драговищица.
Най‑голямото село към 2021 г. в Коменица е село Гюешево, с малко над 200 души. Няколко села са напълно обезлюдени, други са с един-двама-трима целогодишно живеещи – Леска, Жеравино, Цървендол, Коприва, Црешново, Кършалево, Дождевица, Гурбановци. Населението и в миналото, и сега е чисто българско с източно-православна вяра. Има малко роми също източно‑православни, които дори не знаят ромски език. Най‑много са ромите в с. Гърляно – около 25 души и около десетина в Долно село – преселили се в тези села, още преди 40 години, от Ромската махала в с. Кутугерци. Към есента на 2021 г. целогодишно в цяла Каменица живеят около 550 души. За сравнение, през 1925 – 1955 г. населението е било 9 000 – 10 000 души, с 1000 до 1100 ученика от първи до седми клас. В края на 2021 г. няма нито едно действащо училище. Малкото ученици се извозват с училищен автобус до град Кюстендил.
Каменица е с добре развити транспортни връзки. Най‑важни са железопътната линия Кюстендил-Гюешево от 1910 г. (част от бъдещата железопътна линия към Транспортен коридор VIII) и първокласният автомобилен път Кюстендил-Гюешево-Скопие.
През Каменица преминава Републикански път I-6 от Републиканската пътна мрежа на България, ГКПП Гюешево – Кюстендил – София – Карлово – Бургас. В този участък той съвпада с Европейски път Е871 от Европейската пътна мрежа, започващ от град Куманово (Северна Македония), през Кюстендил – София – Карлово – Бургас.
Още в древността през високата билна част на Осогово е минавал път от Цариград през Самоков-Кюстендил-Скопие до Адриатическо море.